# Skeletons & Majesties Live
Skeletons & Majesties Live è il quarto live album della band power metal Gamma Ray; registrato nel 2011 durante un concerto tenutosi a Prattelin (Svizzera).
Nell scaletta va segnalata la presenza di una versione acustica di Rebellion in Dreamland e di Send Me a Sign, inoltre appare come ospite speciale Michael Kiske (Helloween, Unisonic).
Anche in questo caso è stato pubblicato un DVD omonimo.

## Tracce

### Disco 1
1. Welcome (Intro) – 2:32
2. Anywhere In The Galaxy – 6:13 (Kai Hansen)
3. Men, Martians And Machines – 3:51 (Kai Hansen)
4. The Spirit – 4:23 (Kai Hansen, Uwe Wessel)
5. Wings Of Destiny – 6:23 (Henjo Richter)
6. Farewell – 5:43 (Dirk Schlächter)
7. Gamma Ray (cover dei Birth Control) – 4:47 (Bruno Frenzel)
8. Money – 3:53 (Kai Hansen)
9. Time to Break Free (Michael Kiske ospite alla voce) – 5:16 (Kai Hansen)
10. Rebellion in Dreamland (versione acustica) – 9:55 (Kai Hansen)
11. Send Me a Sign (versione acustica) – 4:49

### Disco 2
1. Induction – 0:57 (musica: Kai Hansen)
2. Dethrone Tyranny – 4:17 (Daniel Zimmermann)
3. Watcher in the Sky – 5:27 (Kai Hansen, Piet Sielck)
4. Hold Your Ground – 5:07 (Kai Hansen)
5. A While in Dreamland (Michael Kiske ospite alla voce) – 4:28 (Dirk Schlächter)
6. Rise – 5:01 (Daniel Zimmermann)
7. Brothers – 8:34 (testo: Kai Hansen, Ralf Scheepers – musica: Dirk Schlächter, Kai Hansen, Ralf Scheepers)
8. Insurrection – 12:45 (Kai Hansen)
9. Future World (cover degli Helloween, Michael Kiske ospite alla voce) – 10:03 (Kai Hansen)

## Il video
Nel DVD sono assenti alcune tracce del CD, ma sono inclusi dei "doppioni" di alcune canzoni riprese in un'altra location; è inoltre incluso un documentario dell'omonimo tour, e del materiale inedito risalente al passato della band.

## Tracce

### Disco 1
1. Welcome (Intro) – 2:32
2. Anywhere In The Galaxy – 6:13 (Kai Hansen)
3. Men, Martians And Machines – 3:51 (Kai Hansen)
4. The Spirit – 4:23 (Kai Hansen, Uwe Wessel)
5. Wings Of Destiny – 6:23 (Henjo Richter)
6. Farewell – 5:43 (Dirk Schlächter)
7. Gamma Ray (cover dei Birth Control) – 4:47 (Bruno Frenzel)
8. Money – 3:53 (Kai Hansen)
9. Time to Break Free (Michael Kiske ospite alla voce) – 5:16 (Kai Hansen)
10. Rebellion in Dreamland (versione acustica) – 9:55 (Kai Hansen)
11. Send Me a Sign (versione acustica) – 4:49
12. Induction – 0:57 (musica: Kai Hansen)
13. Dethrone Tyranny – 4:17 (Daniel Zimmermann)
14. Watcher in the Sky – 5:27 (Kai Hansen, Piet Sielck)
15. Hold Your Ground – 5:07 (Kai Hansen)
16. A While in Dreamland (Michael Kiske ospite alla voce) – 4:28 (Dirk Schlächter)
17. Rise – 5:01 (Daniel Zimmermann)
18. Brothers – 8:34 (testo: Kai Hansen, Ralf Scheepers – musica: Dirk Schlächter, Kai Hansen, Ralf Scheepers)
19. Insurrection – 12:45 (Kai Hansen)
20. Future World (cover degli Helloween, Michael Kiske ospite alla voce) – 10:03 (Kai Hansen)

### Disco 2
1. The Spirit – 4:23 (Kai Hansen, Uwe Wessel)
2. Wings Of Destiny – 6:23 (Henjo Richter)
3. Farewell – 5:43 (Dirk Schlächter)
4. Gamma Ray (cover dei Birth Control) – 4:47 (Bruno Frenzel)
5. Time to Break Free – 5:16 (Kai Hansen)
6. Insurrection – 12:45 (Kai Hansen)
7. Interviews
8. Behind The Scenes
9. Back To The Past (documentario)

### Formazione
- Kai Hansen - voce e chitarra
- Henjo Richter - chitarra e tastiere
- Dirk Schlächter - basso, tastiera e chitarra
- Dan Zimmermann - batteria

### Musicisti Ospiti
- Michael Kiske – Voce
- Corvin Bahn – Tastiera